# Junior Series de Patinação Artística no Gelo de 1997–98
O Junior Series de Patinação Artística no Gelo de 1997–98 foi a primeira temporada do Junior Series ISU, uma série de competições de nível júnior de patinação artística no gelo disputada na temporada 1997–98. São distribuídas medalhas em quatro disciplinas, individual masculino e individual feminino, duplas e dança no gelo. Os patinadores ganham pontos com base na sua posição em cada evento e os oito primeiros de cada disciplina são qualificados para competir na final do Junior Series, realizada em Lausana, Suíça.
A competição é organizada pela União Internacional de Patinação (em inglês:  International Skating Union), a série Grand Prix começou em 19 de agosto de 1997 e continuaram até 8 de março de 1998.

## Calendário
| #     | Evento                                       | Localização                 | Data                         | Ref   |
| ----- | -------------------------------------------- | --------------------------- | ---------------------------- | ----- |
| 1     | Grand Prix International St. Gervais de 1997 | Saint-Gervais, França       | 19–23 de agosto de 1997      | [ 1 ] |
| 2     | Sofia Cup de 1997                            | Sófia, Bulgária             | 17–21 de setembro de 1997    | [ 2 ] |
| 3     | Ukrainian Souvenir de 1997                   | Dnipropetrovsk, Ucrânia     | 25–28 de setembro de 1997    | [ 3 ] |
| 4     | Blue Swords de 1997                          | Chemnitz, Alemanha          | 8–11 de outubro de 1997      | [ 4 ] |
| 5     | Hungarian Cup de 1997                        | Székesfehérvár, Hungria     | 23–26 de outubro de 1997     | [ 5 ] |
| 6     | Grand Prize SNP de 1997                      | Banská Bystrica, Eslováquia | 30 de out.–2 de nov. de 1997 | [ 6 ] |
| Final | Final do Junior Series de 1997–98            | Lausana, Suíça              | 6–8 de março de 1998         | [ 7 ] |

## Medalhistas

### Grand Prix International St. Gervais
| Evento                        | Ouro                                         | Prata                                           | Bronze                                      |
| Individual masculino detalhes | Timothy Goebel · Estados Unidos              | Matthew Savoie · Estados Unidos                 | David Jaschke · Alemanha                    |
| Individual feminino detalhes  | Elena Pingachova · Rússia                    | Andrea Diewald · Alemanha                       | Shelby Lyons · Estados Unidos               |
| Duplas detalhes               | Svetlana Nikolaeva · Alexei Sokolov · Rússia | Natalie Vlandis · Jered Guzman · Estados Unidos | Stefanie Weiss · Matthias Bleyer · Alemanha |
| Dança no gelo detalhes        | Flavia Ottaviani · Massimo Scali · Itália    | Zita Gebora · Andras Visontai · Hungria         | Julia Golovina · Denis Egorov · Rússia      |

### Sofia Cup
| Evento                        | Ouro                                     | Prata                                               | Bronze                                      |
| Individual masculino detalhes | Ivan Dinev · Bulgária                    | Derrick Delmore · Estados Unidos                    | Yosuke Takeuchi · Japão                     |
| Individual feminino detalhes  | Morgan Rowe · Estados Unidos             | Brittney McConn · Estados Unidos                    | Chisato Shina · Japão                       |
| Duplas detalhes               | Alena Maltseva · Oleg Popov · Rússia     | Jacinthe Larivière · Lenny Faustino · Canadá        | Irina Melihova · Vladimir Saprikin · Rússia |
| Dança no gelo detalhes        | Federica Faiella · Luciano Milo · Itália | Jamie Silverstein · Justin Pekarek · Estados Unidos | Julia Golovina · Denis Egorov · Rússia      |

### Ukrainian Souvenir
| Evento                        | Ouro                                             | Prata                                                | Bronze                                           |
| Individual masculino detalhes | Timothy Goebel · Estados Unidos                  | Vincent Restencourt · França                         | Yosuke Takeuchi · Japão                          |
| Individual feminino detalhes  | Viktoria Volchkova · Rússia                      | Chisato Shiina · Japão                               | Kumiko Taneda · Japão                            |
| Duplas detalhes               | Julia Obertas · Dmytro Palamarchuk · Ucrânia     | Tiffany Stiegler · Johnnie Stiegler · Estados Unidos | Viktoria Shliakhova · Grigori Petrovski · Rússia |
| Dança no gelo detalhes        | Jessica Joseph · Charles Butler · Estados Unidos | Natalia Romaniuta · Daniil Barantsev · Rússia        | Krystyna Kobaladze · Oleg Voyko · Ucrânia        |

### Blue Swords
| Evento                        | Ouro                                            | Prata                                        | Bronze                                              |
| Individual masculino detalhes | Matthew Savoie · Estados Unidos                 | Alexei Vasilevski · Rússia                   | David Jaschke · Alemanha                            |
| Individual feminino detalhes  | Amber Corwin · Estados Unidos                   | Julia Soldatova · Rússia                     | Sara Lindroos · Finlândia                           |
| Duplas detalhes               | Natalie Vlandis · Jered Guzman · Estados Unidos | Julia Obertas · Dmitri Palamarchuk · Ucrânia | Svetlana Nikolaeva · Alexei Sokolov · Rússia        |
| Dança no gelo detalhes        | Oksana Potdykova · Denis Petukhov · Rússia      | Federica Faiella · Luciano Milo · Itália     | Jamie Silverstein · Justin Pekarek · Estados Unidos |

### Hungarian Cup
| Evento                        | Ouro                                             | Prata                                       | Bronze                                           |
| Individual masculino detalhes | Vitali Danilchenko · Ucrânia                     | Christo Turlakov · Bulgária                 | Vincent Restencourt · França                     |
| Individual feminino detalhes  | Julia Soldatova · Rússia                         | Júlia Sebestyén · Hungria                   | Anette Dytrt · Alemanha                          |
| Duplas detalhes               | Alena Maltseva · Oleg Popov · Rússia             | Megan Sierk · Dustin Sierk · Estados Unidos | Victoria Maxiuta · Vladislav Zhovnirski · Rússia |
| Dança no gelo detalhes        | Jessica Joseph · Charles Butler · Estados Unidos | Zita Gebora · Andres Visontai · Hungria     | Oksana Potdykova · Denis Petukhov · Rússia       |

### Grand Prize SNP
| Evento                        | Ouro                                             | Prata                                          | Bronze                                          |
| Individual masculino detalhes | Ivan Dinev · Bulgária                            | Pavel Kersha · Rússia                          | Juraj Sviatko · Eslováquia                      |
| Individual feminino detalhes  | Viktoria Volchkova · Rússia                      | Amber Corwin · Estados Unidos                  | Erin Pearl · Estados Unidos                     |
| Duplas detalhes               | Viktoria Maxiuta · Vladislav Zhovnirski · Rússia | Sabrina Lefrançois · Nicolas Osseland · França | Carissa Guild · Andrew Muldoon · Estados Unidos |
| Dança no gelo detalhes        | Flavia Ottaviani · Massimo Scali · Itália        | Olga Pogosian · Alexander Kirsanov · Rússia    | Olga Kudym · Anton Tereschenko · Ucrânia        |

### Final do Junior Series
| Evento                        | Ouro                                         | Prata                                            | Bronze                                          |
| Individual masculino detalhes | Timothy Goebel · Estados Unidos              | Ivan Dinev · Bulgária                            | Matthew Savoie · Estados Unidos                 |
| Individual feminino detalhes  | Julia Soldatova · Rússia                     | Amber Corwin · Estados Unidos                    | Elena Pingachova · Rússia                       |
| Duplas detalhes               | Julia Obertas · Dmytro Palamarchuk · Ucrânia | Victoria Maxiuta · Vladislav Zhovnirski · Rússia | Natalie Vlandis · Jered Guzman · Estados Unidos |
| Dança no gelo detalhes        | Federica Faiella · Luciano Milo · Itália     | Oksana Potdykova · Denis Petukhov · Rússia       | Flavia Ottaviani · Massimo Scali · Itália       |

## Classificação para a Final do Grand Prix Júnior

### Classificados
|   | Masculino               | Feminino               | Duplas                                      | Dança no gelo                          |
| - | ----------------------- | ---------------------- | ------------------------------------------- | -------------------------------------- |
| 1 | USA Timothy Goebel      | RUS Viktoria Volchkova | RUS Alena Maltseva / Oleg Popov             | ITA Flavia Ottaviani / Massimo Scali   |
| 2 | BUL Ivan Dinev          | RUS Julia Soldatova    | UKR Julia Obertas / Dmytro Palamarchuk      | USA Jessica Joseph / Charles Butler    |
| 3 | USA Matt Savoie         | USA Amber Corwin       | USA Natalie Vlandis / Jered Guzman          | ITA Federica Faiella / Luciano Milo    |
| 4 | FRA Vincent Restencourt | JPN Chisato Shina      | RUS Victoria Maxiuta / Vladislav Zhovnirski | RUS Oksana Potdykova / Denis Petukhov  |
| 5 | BUL Christo Turlakov    | GER Andrea Diewald     | RUS Svetlana Nikolaeva / Alexei Sokolov     | HUN Zita Gebora / Andras Visontai      |
| 6 | GER David Jäschke       | USA Shelby Lyons       | USA Tiffany Stiegler / Johnnie Stiegler     | USA Jamie Silverstein / Justin Pekarek |
| 7 | JPN Yosuke Takeuchi     | USA Morgan Rowe        | –                                           | –                                      |
| 8 | UKR Vitaly Danilchenko  | RUS Elena Pingachova   | –                                           | –                                      |